# Казале Бандитела (Рим)
Казале Бандитела је насеље у Италији у округу Рим, региону Лацио.
Према процени из 2011. у насељу је живело 31 становника. Насеље се налази на надморској висини од 18 м.